# Свадьба кретинов
«Свадьба кретинов» — один из многочисленных магнитоальбомов Юрия Морозова, записанный в 1974—1976 годах. Альбом занесён в книгу Александра Кушнира «100 магнитоальбомов советского рока».

## Запись
Альбом записывался в 1974—1976 годах частично на студии «Мелодии», частично дома. Дома записывались вокальные партии к двум песням: «Кретин» и «А мне и так конец», поскольку записывать вокал к этим песням на «Мелодии» было довольно рискованно из-за содержания текста песен.

## О песнях из альбома
«Конформист» был похож на песни известных ВИА и передавал лирическое настроение, но отличалось от них раскованным текстом и мистицизмом, а также игрой смычком на струнах акустической гитары в финале и записанной с задержкой реверберации партией альта.
Футуристические оды «дьяволу и гению» в песне «Кретин» предварялись гитарным риффом, расцвеченным ржавым тембром самодельной гитары и «панковским» припевом:
Да-да-да-да-да-Дай 
Я кретин и мне в кайф!
«Не знаю, за что» и «Чёрный пес» были менее «шумными», но их музыкальная энергетика не уступала таким забойным хитам, как «Кретин» и «А мне и так конец». В сложном ритме хард-роковой композиции «Не знаю, за что» скрывалась мелодической линия с «From Me To You», исполняемая Beatles.
Слова и музыка «Дай крылья мне, Бог» были написаны Морозовым в 74-м году в процессе изучения различных мировых религий и впоследствии предопределили христианско-буддийскую направленность его поздних работ. Эта песня первоначально задумывалась автором как баллада. Однако песня была записана в виде хорала, так, как Морозов забыл дома двенадцатиструнную гитару. Не ограничившись имитацией многоголосия собственными силами, звукорежиссёр включил женскую вокальную партию в исполнении своей супруги и мотивы симфонического квартета из архива 8-канальных фонограмм фирмы «Мелодия».
С композиции «А мне и так конец» (являвшейся интерпретацией музыкальных идей Хендрикса) и вплоть до финальной песни «Чёрный пёс» в альбоме развивается тема смерти.
Одним скрипя сучком, прощая всех, самоубийцы труп висел… (из песни «Свадьба кретинов»)

## Издания
До сих пор официально запись не издана, хотя две песни («Кретин» и «А мне и так конец») вышли в составе сборника «Идиотека» выпущенного лейблом «АнТроп» в 1991 году (номер по каталогу лейбла П91 00021, по общесоюзному каталогу «Мелодии» С90 31861). Сам автор, ещё начиная с конца 70-х годов рекомендовал как дописку к нему магнитоальбом «Там где дали темны» (оформленный к 1977 году) и позже при оформлении полной ремастированной дискографии на 46 CD они были оформлены как одно двухальбомное издание.

## Список композиций
Слова и музыка всех песен — написаны Юрием Морозовым, кроме (8) - музыка в соавторстве с Сергеем Лузиным.
| №                   | Название                         | Длительность |
| ------------------- | -------------------------------- | ------------ |
| 1.                  | «Конформист»                     | 2:35         |
| 2.                  | «Кретин»                         | 3:39         |
| 3.                  | «Не знаю, за что»                | 2:40         |
| 4.                  | «Дай крылья мне, Бог»            | 1:46         |
| 5.                  | «А мне и так конец»              | 3:12         |
| 6.                  | «Свадьба кретинов (Бродяга-пёс)» | 3:00         |
| 7.                  | «Сон»                            | 3:48         |
| 8.                  | «Чёрный пёс»                     | 3:07         |
| Общая длительность: | Общая длительность:              | 24:01        |

## Участники записи
- Юрий Морозов — гитары, бас-гитара, ударные, вокал
- Нина Морозова — вокал (4)
- Сергей Лузин — фортепиано (8)

## Интересные факты
- Так как альбом звучал всего лишь 24 минуты, при перезаписи её на одну сторону 525-метровой бобины, автор рекомендовал в дополнение цикл песен 77-го года «Там, где дали темны». Взаимо-дополняя друг друга, эти два сборника песен составляли полноценный магнитоальбом, распространявшийся с конца 70-х годов именно в таком виде.
- Песня «Конформист» (названная «Конформист Морозов») была перепета и звучала первой песней на дебютном альбоме московской рок-группы «Крематорий» «Винные мемуары» (1983), причём с дописанным Арменом Григоряном куплетом). Позднее оба лидера коллектива — Григорян и Троегубов, в многочисленных воспоминания утверждали, что для них Морозов был примером подражания.
- Из-за скрытности Юрия Морозова и закрытности официальной конторы, «чужие» музыканты на запись не допускались.
- Альбом являлся вершиной экспериментов с новой советской песней.
- Сергей Лузин также участвовал на записи других альбомов Морозова, в том числе и в «Вишневом саде Джими Хендрикса»